# Sinopoda caeca
Sinopoda caeca – gatunek pająka z rodziny spachaczowatych i podrodziny Heteropodinae.

## Taksonomia
Gatunek ten opisany został po raz pierwszy w 2020 roku przez Elenę Grall i Petera Jägera na łamach „Zootaxa”. Jako miejsce typowe wskazano Tham Hoi i Tham Loup na północ od Ban Phoaxy w dystrykcie Vang Vieng w laotańskiej prowincji Wientian. Epitet gatunkowy oznacza po łacinie „ślepa” i odnosi się do całkowitego zaniku oczu u tego pająka.

## Morfologia
Pająk o ciele długości od 9,4 do 13 mm przy prosomie długości od 4,5 do 5,6 mm i szerokości od 3,9 do 4,6 mm, a opistosomie (odwłoku) długości od 4,9 do 7,4 mm i szerokości od 2,4 do 4,6 mm. U okazu przechowywanego w alkoholu karapaks jest żółty z rombowatą plamką brązową w części przednio-środkowej i rudobrązowymi przyciemnieniami w częściach przednio-bocznych, szczękoczułki są brązowe z żółtymi paskami w częściach nasadowych, nogogłaszczki żółtawobiałe z żółtymi goleniami i stopami, sternum żółtawobiałe z brązowymi krawędziami, odnóża żółtawobiałe, natomiast opistosoma z wierzchu żółtawoszara z szarym paskiem podłużnym na przedzie, a od spodu szarawobrązowa. Oczy nie występują nawet w formie szczątkowej. Szczękoczułki mają trzy zęby na krawędzi przedniej i cztery na tylnej. Genitalia samicy mają szersze niż dłuższe pole epigynalne z dwoma sensillami szczeliniastymi i dwoma krótkimi pasmami przednimi w tyle tak szerokimi jak na przedzie. Pole to niemal na całej szerokości podzielone jest przegródką ze wcięciem pośrodku przodu. Boczne płaty wulwy są wyraźniej niż u podobnej S. scurion rozwinięte, trójkątne, w tyle zaopatrzone w szerokie wcięcie środkowe. Wyrostki gruczołowe są krótkie i proste, położone bocznie względem układu kanalików wewnętrznych. Zakrzywiony przewód zapładniający umieszczony jest przednio-bocznie.

## Rozprzestrzenienie
Pająk orientalny, endemiczny dla Laosu, znany tylko z lokalizacji typowej na terenie prowincji Wientian. Odnaleziony w jaskini na wysokości 256 m n.p.m.